# Ноатак (поселення)
Ноатак (англ. Noatak, ескімоською Nuataaq) — переписна місцевість (CDP) в США, в окрузі Нортвест-Арктик на північному заході штату Аляска. Населення — 570 осіб (2020).
У селі є аеропорт «Ноатак» зі злітною смугою завдовжки 1219 м і завширшки 18 м.

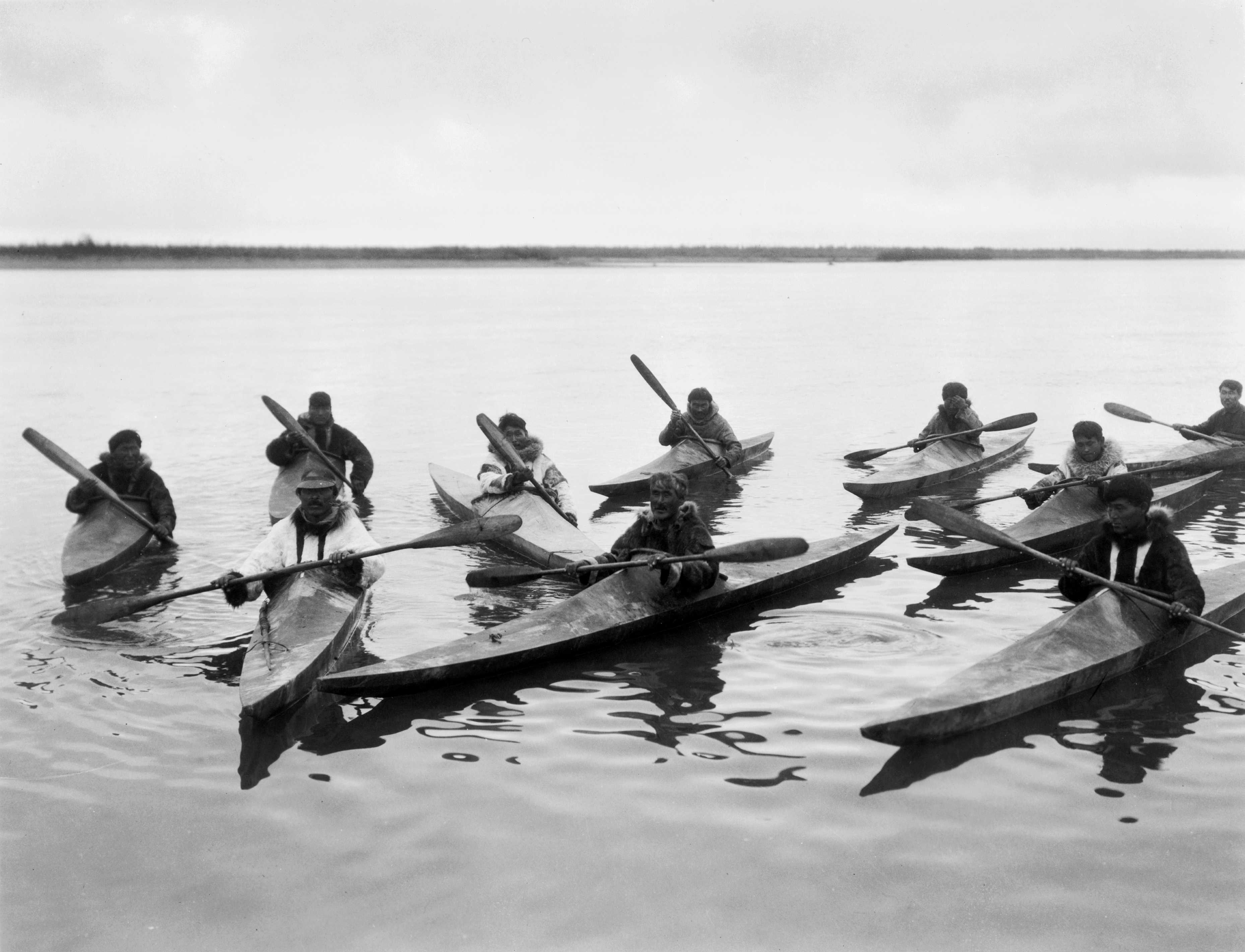
Ескімоси Ноатаку на каяках. Приблизно 1929 рік. Фото Е. Кертіса.

## Географія
Ноатак розташований за координатами 67°35′22″ пн. ш. 163°0′37″ зх. д. / 67.58944° пн. ш. 163.01028° зх. д. (67.589497, -163.010332). За даними Бюро перепису населення США в 2010 році переписна місцевість мала площу 43,75 км², з яких 41,97 км² — суходіл та 1,78 км² — водойми.

### Клімат
Громада знаходиться у зоні, котра характеризується континентальним субарктичним кліматом. Найтепліший місяць — липень із середньою температурою 13 °C (55.4 °F). Найхолодніший місяць — січень, із середньою температурою -22.5 °С (-8.5 °F).
| Клімат Ноатака          | Клімат Ноатака | Клімат Ноатака | Клімат Ноатака | Клімат Ноатака | Клімат Ноатака | Клімат Ноатака | Клімат Ноатака | Клімат Ноатака | Клімат Ноатака | Клімат Ноатака | Клімат Ноатака | Клімат Ноатака | Клімат Ноатака |
| Показник                | Січ.           | Лют.           | Бер.           | Квіт.          | Трав.          | Черв.          | Лип.           | Серп.          | Вер.           | Жовт.          | Лист.          | Груд.          | Рік            |
| Середній максимум, °C   | −17,7          | −14,9          | −11,9          | −3,9           | 7,9            | 17,2           | 18,9           | 15,3           | 9,1            | −2,9           | −11,4          | −14,8          | −0,7           |
| Середня температура, °C | −22,5          | −20,2          | −17,9          | −9,6           | 2,4            | 10,7           | 13             | 9,8            | 4,3            | −6,9           | −15,5          | −19,7          | −5,9           |
| Середній мінімум, °C    | −27,3          | −25,4          | −23,8          | −15,2          | −3,1           | 4,2            | 7,2            | 4,3            | −0,6           | −10,8          | −19,7          | −24,7          | −11,2          |
| Норма опадів, мм        | 208            | 145            | 133            | 139            | 160            | 137            | 105            | 114            | 199            | 212            | 168            | 194            | 1914           |
| Днів з опадами          | 6              | 5              | 5              | 4              | 3              | 3              | 8              | 13             | 10             | 10             | 8              | 7              | 82             |
| ----------------------- | -------------- | -------------- | -------------- | -------------- | -------------- | -------------- | -------------- | -------------- | -------------- | -------------- | -------------- | -------------- | -------------- |
| Джерело: Weatherbase    |                |                |                |                |                |                |                |                |                |                |                |                |                |

## Демографія

### Перепис 2010
Згідно з переписом 2010 року, у переписній місцевості мешкало 514 осіб у 114 домогосподарствах у складі 97 родин. Густота населення становила 12 осіб/км². Було 114 помешкання (3/км²).
Расовий склад населення:
| - 94,7 % — корінних американців - 2,5 % — білих - 0,4 % — чорних або афроамериканців |

До двох чи більше рас належало 2,3 %. Частка іспаномовних становила 0,0 % від усіх жителів.
За віковим діапазоном населення розподілялося таким чином: 40,3 % — особи молодші 18 років, 53,3 % — особи у віці 18—64 років, 6,4 % — особи у віці 65 років та старші. Медіана віку мешканця становила 22,6 року. На 100 осіб жіночої статі у переписній місцевості припадало 108,9 чоловіків; на 100 жінок у віці від 18 років та старших — 104,7 чоловіків також старших 18 років.
Середній дохід на одне домашнє господарство становив 64 901 долар США (медіана — 51 250), а середній дохід на одну сім'ю — 65 847 доларів (медіана — 57 500). За межею бідності перебувало 24,4 % осіб, у тому числі 32,4 % дітей у віці до 18 років та 23,3 % осіб у віці 65 років та старших.
Цивільне працевлаштоване населення становило 124 особи. Основні галузі зайнятості: освіта, охорона здоров'я та соціальна допомога — 22,6 %, сільське господарство, лісництво, риболовля — 19,4 %, публічна адміністрація — 11,3 %, транспорт — 9,7 %.

### Перепис 2000
За даними перепису 2000 року населення Ноатаку становило 428 осіб і мало такий расовий склад: 401 особа (93,7 %) — корінне населення Аляски, 16 (3,7 %) — білі, 1 (0,2 %) — негри, 10 (2,3 %) — особи, що мають предків двох або більше національностей. За оцінкою Бюро перепису населення США, населення Ноатаку станом на 2012 рік становило 568 чоловік.